# Calibrachoa felipponei
Calibrachoa felipponei är en potatisväxtart som först beskrevs av Noel Yvri Sandwith, och fick sitt nu gällande namn av João Renato Stehmann. Calibrachoa felipponei ingår i släktet Calibrachoa och familjen potatisväxter. Inga underarter finns listade i Catalogue of Life.